# Большая Зимница
Большая Зимница (бел. Вялі́кая Зімні́ца; рус. Великая Зимница) — деревня в Славгородском районе Могилёвской области Белоруссии. Входит в состав Свенского сельсовета.

## География
Ближайшие населённые пункты Вишь, Зелёная Роща, Малая Зимница и др.
Пролегает дорога Н-11276.

## Этимология
Название происходит от слова зимний (холодный).

## История
В исторических источниках упоминается около 1600 года как село в имении Тайманово.
На карте 1777 года обозначена как отдельная деревня — Зимница, в более поздних источниках — Большие Зимницы.
В 1884 году имелся хлебозапасный магазин. В 1886 году в Баханской волости Быховского уезда Могилёвской губернии, 108 дворов, 755 жителей, церковь, корчма, ветряная мельница. В 1912 году существовало одноклассное церковно-приходское училище.
В 1924—1961 годах центр Великозимницкого сельсовета. С 1959 года в Славгородском районе.

## Население

### Численность
- 2011 год — 330 жителей

### Динамика
- 1909 год — 1 200 жителей (597 муж., 603 жен.), 172 дворов (село Большая Зимница)[4]
- 1999 год — 408 жителей (перепись населения)
- 2009 год — 331 жителей (перепись населения)[4]
- 2011 год — 330 жителей

## Инфраструктура
Отделение почтовой связи, сельский клуб, библиотека, фельдшерско-акушерский пункт, средняя школа, торговые объекты.

## Культура
- Сельский клуб
- Библиотека
- Музей ГУО "Зимницкая базовая школа"

## Достопримечательность
- Братская могила советских воинов, которые погибли в 1943 году при освобождении района от немецко-фашистских захватчиков. В центре деревни.
- Могила санитарки полевого госпиталя, которая погибла в 1943 году во время одного из боев за освобождение территории района от немецких захватчиков. На южной окраине деревни..
- Памятник землякам, погибшим в Великой Отечественной войне. В центре деревни, в сквере[5].

### Утраченное наследие
- Свято-Троицкая церковь (архитектор — А. В. Ольховский)